# Fernando Britto
Fernando da Silva Britto (Mauá, 27 de abril de 1986) é um compositor brasileiro cuja produção diversificada tem sido inspirada em temas culturais e naturais do Brasil, destacando-se composições como a "Sinfonia no1. - Biomas do Brasil" e a premiada "Vozes da Amazônia". Fernando Britto também atua como orquestrador, arranjador e copista, colaborando com o trabalho de compositores e instituições musicais.

## Biografia
Fernando Britto nasceu em Mauá, São Paulo, no ano de 1986. Com vocação musical desde jovem, iniciou seus estudos de composição com seu amigo e mentor, o maestro Roberto Farias, com quem aprimorou suas habilidades musicais na Escola de Música do Estado de São Paulo (EMESP). Nesta escola também estudou sob a orientação de Arrigo Barnabé, Almeida Prado e Abel Rocha, nos cursos de Regência Orquestral, Composição e Orientação Estética, e Música do Século XXI. Formou-se bacharel em Composição pela Faculdade de Artes Alcântara Machado (FIAM-FAAM) onde estudou Composição com o compositor Rodrigo Vitta; Filosofia e Estética da Arte com o violonista, professor e crítico musical brasileiro Sidney Molina; Piano com a pianista Marisa Lacorte, e Harmonia, Linguagem e Estruturação Musical, Técnicas de Composição com Marisa Ramires; dentre outros.
Fernando participou de festivais, como o Festival Internacional SESC de Música, em Pelotas (3 edições), com os compositores João Guilherme Ripper e André Mehmari, e o I Festival de Verão de Campos do Jordão com os compositores Clarice Assad e Derek Bermel.

## Música
Fernando Britto compôs obras para orquestras; bandas sinfônicas; grupos de câmara; música solo; e música vocal, parte delas inspiradas na cultura e biodiversidade brasileira. Entre suas principais composições estão: Vozes da Amazônia (2024); Ibis Escarlate – O Voo do Guará (2024); Sinfonia no. 1 - Biomas do Brasil (2024); Vitória, Concerto para Eufônio e Orquestra de Cordas (2024); Del Claro, Breve Concertante para Violoncelo e Orquestra (2024); Orgelfest (2023) e Fantasia Nordestina (2022).
"Vozes da Amazônia" (2024) foi a vencedora do VII Concurso de Composição do Gramado in Concert - Festival Internacional de Música. A obra explora sonoridades que evocam a atmosfera e o ambiente da maior floresta tropical do mundo, ressaltando a importância da biodiversidade amazônica. Ela foi executada no dia 3 de fevereiro de 2024 no Pavilhão 3 do Expogramado, pela Orquestra Sinfônica do Festival, no concerto de encerramento do X Gramado in Concert, sob a regência do maestro Cláudio Cruz. O compositor Fernando Britto recebeu o Troféu Cosmos, criado pela artista plástica Debora Irion  e um prêmio no valor de R$ 5 mil, além das passagens aéreas e hospedagem de três dias em Gramado para acompanhar os ensaios e a estreia da sua obra, como divulgado no site do Festival.
A obra “Ibis Escarlate – o Voo do Guará”, ave símbolo da cidade de Cubatão, foi composta ressaltando a analogia entre a retomada e recuperação ambiental da cidade e o comportamento do guará vermelho.
A "Sinfonia no. 1 - Biomas do Brasil" (2024) foi inspirada nos diferentes biomas brasileiros. Em seus quatro movimentos, a sinfonia passa pela Caatinga, Cerrado, Pantanal e Amazônia, retratando e destacando musicalmente a diversidade de cada uma dessas regiões. Esta obra foi estreada pela Banda Sinfónica de Córdoba, na Argentina. 
"Vitória", Concerto para Eufônio e Orquestra de Cordas (2024) foi estreado pela Camerata SESI (Camerata Sesi - Sesi ES) com solo de Phillips Thor, em Vitória - Espírito Santo. Este concerto explora o eufônio como instrumento solo, enfatizando a profundidade de timbres e técnicas modernas.
"Del Claro", Breve Concertante para Violoncelo e Orquestra (2024) foi dedicada ao violoncelista Antônio Del Claro (In Memorian do violoncelista brasileiro Antônio Meneses falecido em agosto de 2024.) A peça manifesta os atributos do violoncelo com uma escrita rica em nuances melódicas, ela foi estreada pela Orquestra Filarmônica Sinos Azuis. 
"Orgelfest" (2023): obra para órgão solo, comissionada e estreada por Fernando Gabriel em Hamburgo, nela Fernando Britto explora a ressonância deste instrumento musical a partir de uma abordagem contemporânea.
Em "Fantasia Nordestina" (2022),  o compositor apresentou uma sonoridade que mescla o tradicional com o moderno. A obra composta para órgão foi estreada em homenagem à cultura nordestina brasileira, em Roma , sendo posteriormente apresentada na Alemanha  e em Madri. 
A obra "Sob a Máscara" (2022), composta em meia à Pandemia de Covid-19 retrata as reflexões e ações que se seguiram à disseminação do vírus, mas sobretudo, a resiliência e esperança de recomeço. Sob a Máscara foi executada pelo Percorso Ensemble] no I Festival de Verão de Campos do Jordão em 2022.
Fernando Britto ainda atua em outras áreas da música como é o caso de sua trilha original da abertura para o documentário A Era dos Humanos, da GloboPlay, que foi gravada no Estúdio Jacarandá, em São Paulo. Como orquestrador, participou do projeto da série documental Eu Tenho uma Voz, exibida pela GloboPlay em 2023, e colaborou na orquestração da 'Suíte Antiga" de Alberto Nepomuceno, interpretada pela Orquestra do Projeto Guri - Santa Marcelina.

## Obras
Orquestra e Banda Sinfônica 
"Sinfonia no. 1 - Biomas do Brasil", para Banda (2024); "Ibis Escarlarte - O vôo do Guará", para Orquestra (2024); "Vitória", Concerto para Eufônio e Orquestra de Cordas (2024); "Fanfarra dos Ipês - Novos Horizontes", para Brass Band (2024); "Del Claro", Breve Concertante para Violoncelo e Orquestra (2024); "Vozes da Amazônia", Fantasia Sinfônica (2023); "A Journey to Eternity", para Orquestra com Synths (2023); "The Alpha & The Omega - Poema Sinfônico" para Orquestra (2021); "A Criação - Poema Sinfônico", para Banda (2019); "Fanfarra dos Ipês II", para Banda (2018); "Fanfarra dos Ipês I", para grupo de Brass Ensemble com Percussão (2017); "Abertura Dominum", para Orquestra (2017).
Música de câmara
"Cantus Antiquus", Duo de Eufônios (2024); "Duo Ad Deum", Duo de Eufônios (2024); "Ecos", Duo de Eufônios (2024); "Trio para uma Sexta Feira" (2024); "Sob a Máscara" (2022); "Sol de Pelotas", para Quarteto de Saxofones (versão 2023); "Sol de Pelotas", para Clarinetes (2019); "Suíte em Miniaturas", para Quinteto de Metais (2019).
Solo
"Solo Característico", para Flauta (2022); "Solo em Terças", para Flauta (2022); "Against the Ropes", para Eufônio (2022); "Prelude Statique" (2013); "Tema e Variações em Dó menor", para Piano (2013).
Música vocal
"Lux, Moteto sem Palavras", SATB; "Pai Nosso", SATB

## Premiação e menções honrosas
Fernando Britto recebeu o Troféu Cosmos - VII Concurso de Composição do Gramado in Concert (2024) destinado ao primeiro lugar com sua obra "Vozes da Amazônia", por sua característica marcante e pela inovação e complexidade estrutural.
O Compositor foi honrosamente mencionado no Concerto Comemorativo dos 40 anos da Banda Sinfônica de Cubatão (2017) - Com a obra "Fanfarra dos Ipês", dedicada à Banda Sinfônica de Cubatão, Fernando Britto foi elogiado pela originalidade na escrita para banda sinfônica, refletindo sua habilidade em integrar sonoridades brasileiras em contextos clássicos. 
Em 2024 o compositor foi novamente homenageado pela Banda Sinfônica de Cubatão por sua mais recente obra que foi estreada em “grande estilo” na Série Sinfonia no Parque: “Ibis Escarlate – o Voo do Guará”, ave símbolo da cidade e de sua recuperação ambiental.